# Guniowy Potok
Guniowy Potok lub Guniowa Woda (słow. Huňova) – potok spływający Doliną Guniową w słowackich Tatrach Zachodnich. Ma źródła na wysokości około 1600 m pod zachodnimi stokami Małej Kopy. Spływa w północno-zachodnim kierunku, po drodze zasilany jest kilkoma potokami spływającymi ze żlebowatych odnóg Doliny pod Rzyźnię, Żlebu Czerwony Skok oraz Żlebu pod Suchym. U podnóży grzbietu Pośrednie oddzielającego ten żleb od Doliny pod Rzyźnię zmienia kierunek na południowo-zachodni i uchodzi do Suchego Potoku Sielnickiego jako jego największy, orograficznie lewy dopływ. Następuje to naprzeciwko polany Hucisko, w miejscu o współrzędnych 49°11′24,4″N 19°35′25,5″E/49,190111 19,590417.